# Mantsebo Amelia Matsaba
 'Mantsebo Amelia 'Matsaba Sempe Nkuebe, (1902-1964) foi a chefe regente da Basutolândia entre 1941 e 1960. Foi a regente de seu enteado Constantine, futuro Moshoeshoe II. Mantsebo foi a primeira e única mulher a governo o Lesoto, tendo lançado as bases para a monarquia soto em sua independência de 1965. 

## Biografia
'Mantsebo nasceu no distrito de Quthing, na então Basutolândia em 1902. Seu clã era emparentado com a família real soto e teve uma educação católica e com valores nas tradições nacionais.  Casou-se com o chefe Simon Seeiso e tornou-se a esposa principal deste, tendo apenas uma filha com o chefe. Após sua morte de Seeiso em 1939 houve a regência de Gabasheane Masupha, que foi deposto pouco tempo depois por chefes rivais.  Mantsebo foi eleita pelos chefes basotos como regente em nome de seu enteado Constantine, herdeiro ao trono. 
Em sua regência Mantsebo enfrentou seguidas tentativas de assassinato, conspirações e teve que lidar com o colonialismo britânico na região. Mantsebo fundou o Conselho Nacional Basoto na década de 1950 e permitiu os primeiros partidos políticos do país devido a liberdade de associação do Império Britânico. Estas decisões fizeram-se lançar as bases para a monarquia parlamentarista no Lesoto.  A chefe também ficou sob a tutela da região de Bereng, onde também teve de lidar com conflitos familiares de poder. Mantsebo nunca deixou de demonstrar seu apoio pela soberania do Lesoto, fazendo-a de uma das precursoras da independência do país. 
Mantsebo faleceu em 1964. Ela foi uma das maiores governantes africanas da história moderna, juntamente com a rainha Labotsibeni de Essuatíni.

## Honrarias
Em 1946, 'Mantšebo foi feita uma Oficial da Ordem do Império Britânico (OBE), em reconhecimento ao esforço de guerra da Nação Basutã.